# 野村陽一郎
野村 陽一郎（のむら よういちろう、本名同じ、1978年7月14日 - ）は、日本のシンガーソングライター、作曲家、編曲家、ギタリスト。音楽ユニット「二千花」のトラックコンポーザー。
現在はいしわたり淳治、中村泰輔らと共に音楽ユニットTHE BLACKBANDとしても活動中。岐阜県出身。株式会社グロール所属。

## 略歴
昭和音楽大学を卒業している。なお、大学の先輩にはキーボード奏者の皆川真人がおり、二千花の作品でもサポートメンバーとして参加している。
2001年よりGUNN（現：COUNTERS）のスタジオミュージシャンとして活動を開始し、2002年にインディーズよりミニアルバム『Drive Out』でシンガーソングライターとしてデビューする。
2006年早春、宮本一粋とともに音楽ユニット「二千花」を結成し、2007年にシングル「エーデルワイス」でデビュー。以降の活動は二千花の項を参照。
過去にはagehaspringsに所属していた。

## 作品

### アルバム
- Drive Out（2002年8月24日）

### 参加作品
あゆみくりかまき
- 「アナログマガール’18」（編曲）

杏
- 「夢のかけら」（編曲）
- 「花のように」（編曲）
- 「いつでも誰かが」（編曲）

宇都美慶子
- 「Never Give Up」（編曲）
- 「BEST FRIEND」（編曲）
- 「BeauMic」（編曲）
- 「ランナー」（編曲）
- 「50歳のウェディングドレス」（編曲）

EXILE
- 「Flower Song」（作曲）

大原櫻子
- 「ワンダフルワールド」（作曲）

岡崎体育
- 「キミの冒険」（編曲）

片平里奈
- 「赤い目の空」（編曲　作曲）

川畑要
- 「心の友」（編曲）

川本真琴
- 「ゆらゆら」（編曲）

Goodbye holiday
- 「十ヶ条」（編曲）
- 「パラダイムシフター」（編曲）
- 「サイエンスティック・ラブ」（編曲）

ClariS
- 「ヒトリゴト」（作曲・編曲）

栗山千明
- 「流星のナミダ」（編曲）

K
- 「Seeds Of Love」（作曲・編曲）

元気ロケッツ
- 「Good night」（作曲）

倖田來未
- 「darling」（編曲）

甲田まひる
- 「ターゲット」（編曲）
- 「22」（編曲）
- 「らぶじゅてーむ」（共作曲・編曲）
- 「her」（共作曲・編曲[4]）

コレサワ
- 「J-POP」（編曲）

近藤利樹
- 「ソーラン節」（編曲）
- 「Uptown Funk」（編曲）

坂道シリーズ
- 乃木坂46
  - 「扇風機」（編曲）
  - 「好きというのはロックだぜ!」（作曲・編曲）

- 櫻坂46
  - 「ブルームーンキス」（作曲・編曲）
  - 「ずっと 春だったらなあ」（作曲・編曲）

- 日向坂46
  - 「キュン」（作曲・編曲）
  - 「ドレミソラシド」（作曲・編曲）
  - 「ホントの時間」（作曲・編曲）
  - 「ママのドレス」（作曲・編曲）
  - 「世界にはThank you!が溢れている」（作曲・編曲）
  - 「恋した魚は空を飛ぶ」（作曲・編曲）
  - 「恋は逃げ足が早い」（作曲・編曲）
  - 「見たことない魔物」（作曲）
  - 「君はハニーデュー」（作曲・編曲）
  - 「僕に続け」（作曲・編曲）
  - 「あの娘にグイグイ」（作曲・編曲）
  - 「足の小指を箪笥の角にぶつけた」（作曲・編曲）
  - 「What you like!」（作曲・編曲）
  - 「あのね そのね」（作曲・編曲

Saku
- 「Girls & Boys」（作曲・編曲）
- 「オレンジ畑でつかまえて」（編曲）
- 「同じ空」（編曲）
- 「START ME UP - Acoustic ver. -」（作曲・編曲）
- 「同じ空 -Acoustic ver.-」（編曲）
- 「検索」（編曲）
- 「最初から君は」（編曲）
- 「スタンプ」（編曲）
- 「あたしを好きだなんて天才かも」（作曲・編曲）
- 「ミルクココア」（作曲・編曲）
- 「東京は夜の七時」（編曲）
- 「ZOMBIE MORNING」（作曲・編曲）
- 「ジェニーはご機嫌ななめ」（編曲）
- 「1st Q&A」（編曲）
- 「START ME UP」（作曲・編曲）
- 「Violent Tiger」（編曲）
- 「FIGHT LIKE A GIRL」（作曲・編曲）
- 「Lost In Translation」（編曲）
- 「Sync-O-Cue」（編曲）
- 「Saku TV」（作曲・編曲）
- 「あたしたちにTomorrowはない」（編曲）
- 「Sing a Song」（編曲）

佐香智久
- 「いつか君はそいつと別れるに決まってる」（編曲）
- 「君のことなんて好きにならなきゃよかった」（編曲）
- 「フローリア」（編曲）
- 「この世界を変えるのは他でもない」（編曲）

しなまゆ
- 「恋をしている目をしている」（作曲・編曲）

cinema staff
- 「Name of Love」（編曲）
- 「OCEAN」（編曲）
- 「さらば楽園よ」（編曲）

柴田あゆみ
- 「セツナ」（編曲）

JUN SKY WALKER(S)
- 「裸の太陽」（作詞・作曲・編曲）

私立恵比寿中学
- 「響」（編曲）
- 「朝顔」（編曲）
- 「Family Complex」（編曲）
- 「曇天」（編曲）
- 「イヤフォン・ライオット」（編曲）

ステレオポニー
- 「涙なんて見してやんない」（作詞・作曲・編曲）

星羅
- 「ラブレターのかわりにこの詩を。」（編曲）

関取花
- 「君の住む街」（編曲）
- 「朝」（編曲）
- 「春だよ」（編曲）

瀧川ありさ
- 「アイセイハローのすべて」（編曲）

tacica
- 「mori」（編曲）
- 「諦める喉の隙間に新しい僕の声が吹く」（編曲）
- 「YELLOW」（編曲）
- 「群青」（編曲）
- 「youth」（編曲）
- 「回転盤」（編曲）
- 「ordinary day」（編曲）
- 「SUNNY」（編曲）
- 「煌々」（編曲）
- 「ホワイトランド」（編曲）

珠妃
- 「The shade」（作曲）

Chara
- 「Love pop」（作曲・編曲）

超ときめき♡宣伝部
- 「エンドレス」（編曲）

辻詩音
- 「Lost in wonderland」（編曲）

DISH//
- 「どういうことなんだい」（編曲）

テックン
- 「フェイクファー」（編曲）

Tomato n' Pine
- 「10月のインディアン」（編曲）
- 「なないろ☆ナミダ -snow bossa remix-」（Remix）

中島美嘉
- 「LETTER」（編曲）
- 「桜色舞うころ -natural edition-」（編曲）

NIKIIE
- 「HIDE&SEEK」（編曲）

ハルカトミユキ
- 「LIFE」（作曲・編曲）
- 「光れ」（編曲）
- 「DRAG&HUG」（編曲）
- 「奇跡を祈ることはもうしない」（編曲）
- 「Pain」（編曲）
- 「Are you ready?」（編曲）
- 「見る前に踊れ]」（編曲）
- 「トーキョー・ユートピア」（編曲）
- 「永遠の手前」（編曲）
- 「you」（編曲）
- 「夜明けの月」（作曲・編曲）
- 「わらべうた」（編曲）
- 「Stand Up, Baby」（編曲）
- 「Sunny, Cloudy」（作曲・編曲）
- 「終わりの始まり」（編曲）
- 「Fairy Trash Tale」（編曲）
- 「WILL[Ending Note]」（編曲）
- 「宝物」（編曲）
- 「近眼のゾンビ」（編曲）
- 「インスタントラブ」（編曲）
- 「僕は街を出てゆく」（編曲）
- 「わらべうた」（編曲）
- 「嵐の船」（作曲・編曲）
- 「種を蒔く人」（編曲）
- 「手紙」（編曲）
- 「朝焼けはエンドロールのように」（編曲）
- 「17才」（編曲）

BTOB
- 「また会えるから」（作曲・編曲）

Hey! Say! JUMP
- 「KAZEKAORU」（作曲）
- 「Love Your Life」（作曲・編曲）

Hemenway
- 「フューチャー考察」（編曲）
- 「花降る夜」（編曲）
- 「スタート革命」（編曲）
- 「Goodbye」（編曲）

僕が見たかった青空
- 「君のための歌」（作曲・編曲）

MiChi
- 「Nearly Maybe...」（編曲）
- 「All I know」（作曲・編曲）

milet
- 「Wonderland」（編曲）
- 「Anytime Anywhere」（共作曲）

メロフロート
- 「ミチシルベ」（編曲）
- 「僕は走り続ける」（編曲）
- 「悲しみなんて笑い飛ばせ」（編曲）
- 「ミチシルベ～Acoustic Ver.～」（編曲）

ゆず
- 「風吹く町」（編曲）

Real Paradis
- 「風と丘のバラード」（作曲）

LUI◇FRONTiC◆松隈JAPAN
- 「パンケーキ(Optimistic)」（作曲）

麗奈
- 「僕だけを」（編曲）
- 「僕らの明日」（編曲）
- 「ぼく」（編曲）
- 「キミをアイス」（共作曲・編曲）
- 「好いひと」（共作曲・編曲）
- 「ワカレミ」（共作曲・編曲）
- 「うそつき」（共作曲・編曲）
- 「小さな恋」（共作曲・編曲）
- 「情熱」（共作曲・編曲）
- 「飛べ、自分」（共作曲・編曲）
- 「どうしようもないほど君が好き。」（共作曲・編曲）

Leola
- 「Sing For You」（作曲・編曲）
- 「MIGHTY GIRL!」（作曲・編曲）
- 「Your melody…」（作曲・編曲）
- 「Mr.Right」（作曲・編曲）

渡辺麻友
- 「地平線の彼方はどこにある?-Beyond the horizon-」（作曲）

Wacci
- 「東京」（編曲）
- 「同じ空の下」（編曲）

由薫
- 「Leon」（共作曲・編曲）
- 「風」（編曲）